# Katarzyna Ciesielska
Katarzyna Ciesielska (ur. 27 października 1987 roku w Łodzi) – polska siatkarka, grająca na pozycji libero. Jest wychowanką ŁKS-u Łódź. W latach 2006–2012 zawodniczka Budowlanych Łódź. Z powodów osobistych zawiesiła karierę sportową.

## Sukcesy klubowe
Puchar Polski:
- 2010[4]

## Nagrody indywidualne
- 2010: Najlepsza przyjmująca turnieju finałowego Pucharu Polski[4]